# たきコーポレーション
たきコーポレーション（英: TAKI CORPORATION）は、日本の広告制作プロダクションである。
2021年3月1日グループ会社を統合し、株式会社たきコーポレーションとして組織変更。
同社、たき工房、ワークアップたき、ブラン、FOCUS、Taki iCに加え、たきホールディングスの事務管理部門を独立して新設したシェアードサービスの6つのカンパニーを統合し、再編成化。

## 概要
1960年（昭和35年）3月8日創立。事業としては、広告・SPツール・Webサイトの企画制作、企業・商品ブランディング、CI/VI、UI/UX開発他、コミュニケーション全般の企画・設計・制作。自らを「デザインエージェンシー」としている。たきコーポレーションとしては366名（2023年3月1日現在）が在籍。
所属団体
- 公益社団法人 日本広告制作協会（OAC）
- 一般社団法人 UXインテリジェンス協会（UXIA）

情報セキュリティ認証 ISO/IEC27001:2013 / JIS Q 27001:2014認証取得